# Tulasneantha
Tulasneantha là một chi thực vật có hoa trong họ Podostemaceae.

## Loài
Chi Tulasneantha gồm các loài: